# Христианство в Японии
Христианство — одна из малочисленных религий в современной Японии. Оно оказало влияние на формирование японского образования и общественно-политическую мысль нового времени . По состоянию на начало 21 века в Японии действовало в районе 9 тысяч христианских общин, в которых было зарегистрировано около 2,5 млн верующих, 31 декабря 2005 — 31 декабря 2008 года. Наибольшим направлением христианства в Японии является протестантизм (считая все деноминации), объединяющий около 1 миллиона человек. По состоянию на 31 декабря 2023 года, по данным отдела по делам религий министерства культуры Японии, всего христианские конфессии в Японии насчитывали 6 383 прихода (общин), 9 367 священнослужителей и 898 921 последователя (0,73 % от всего населения Японии).

## История

### Проповедь
Христианство появилось в Японии в середине XVI века. Первым миссионером, который проповедовал японцам Евангелие, был иезуит баскского происхождения Св. Франциск Ксаверий. В 1549 году он вместе с японцем Андзиро прибыл в южный японский город Кагосима. Проживая некоторое время у Андзиро, Франциск Ксаверий крестил его самого и его родственников численностью около 100 человек, которые стали первой католической общиной в Японии. Впоследствии усилиями Франциска Ксаверия появились христианские центры в Ямагути и Киото. В течение 1560 — 1580-х годов члены Общества Иисуса руководили христианизацией Японских островов. Несмотря на сильную оппозицию буддистского духовенства и Императорского двора, иезуитов поддерживали некоторые японские региональные властители, такие как Отомо Сорин и Ода Нобунага. Христианская проповедь была особенно успешной на острове Кюсю и в столичном регионе Кинки. К концу XVI столетия в Японии насчитывалось около 300 тысяч христиан.
Первые христианские миссионеры часто не понимали и не уважали обычаи и религиозные представления японцев, в связи с чем возникали определённые сложности с проповедью христианских догматов. Японцы с подозрением относились к христианскому представлению о том, что спасены будут только христиане. Для потенциальных новообращенных это означало, что их покойные предки приговорены к вечному аду, что становилось внутренним конфликтом для японцев, воспитанных на буддийских идеях о всемирном спасении и в конфуцианском сыновнем благочестии. Кроме того была определённая сложность при определении уровня просвещенности новых христиан из-за специфической клановой структуры японского общества: вслед за своими господами христианство автоматически принимали и все домочадцы и их зависимые люди, что часто происходило без искреннего исповедания и свободного выбора.

### Запрет
Среди прибывших в Японию миссионеров были представители других орденов, в частности францисканцев. Конкуренция между ними за новообращённых вызвала кризис недоверия миссионерам. Вначале миссия встречала поддержку среди представителей знати и даже самих Оды Нобунаги и Тоётоми Хидэёси, которые видели в христианстве экономические перспективы и оппозицию могущественным буддийским монастырям. Однако вскоре сёгуны стали видеть в христианстве (как вере иностранцев) угрозу. В 1587 году объединитель Тоётоми Хидэёси запретил пребывание миссионеров в стране и начал притеснения христиан. В качестве оправданий своих действий он указывал на то, что некоторые новообращенные японцы оскверняли и разрушали буддийские и синтоистские святилища.
В 1596 году испанское судно Сан-Фелипе, дрейфовавшее у берегов Японии, было захвачено правительством Японии как агент Западной экспансии. Группа христиан с этого корабля из священников-францисканцев и японцев были арестованы за нарушение приказа о запрете миссионерства. В 1597 году эти 26 христиан были распяты на кресте.
Репрессивную политику продолжил и политический преемник Хидэёси Токугава Иэясу, основатель сёгуната Эдо. В 1612 году он запретил исповедание христианства в своих владениях, а в 1614 году распространил этот запрет на всю Японию. В эпоху Токугава было казнено около 3000 японских христиан, остальные претерпевали заключение в тюрьмы или ссылки. Политика Токугавы обязывала все японские семьи регистрироваться в местном буддийском храме и получать свидетельство, что они не являются христианами. В некоторых областях Японии люди должны были доказывать свою непричастность христианству топтанием христианских символов и икон, данная церемония получила название фуми-э.
Разрушение церквей и массовые показательные казни заставили христиан перейти в подполье. В современном японском религиоведении подпольные христиане периода Эдо называются как «какурэ-кириситан». В 1637 году часть подпольщиков организовали восстание в Симабаре, которое было жестоко подавлено войсками сёгуната. В 1639 году, после серии указов Токугавы Хидэтады и Токугавы Иэмицу, Япония разорвала отношения с европейскими странами и вступила в эпоху изоляции от Запада. С тех пор запрет на христианство в Японии действовал около 250 лет. Большинство христиан были казнены или обращены в буддизм.

### Восстановление

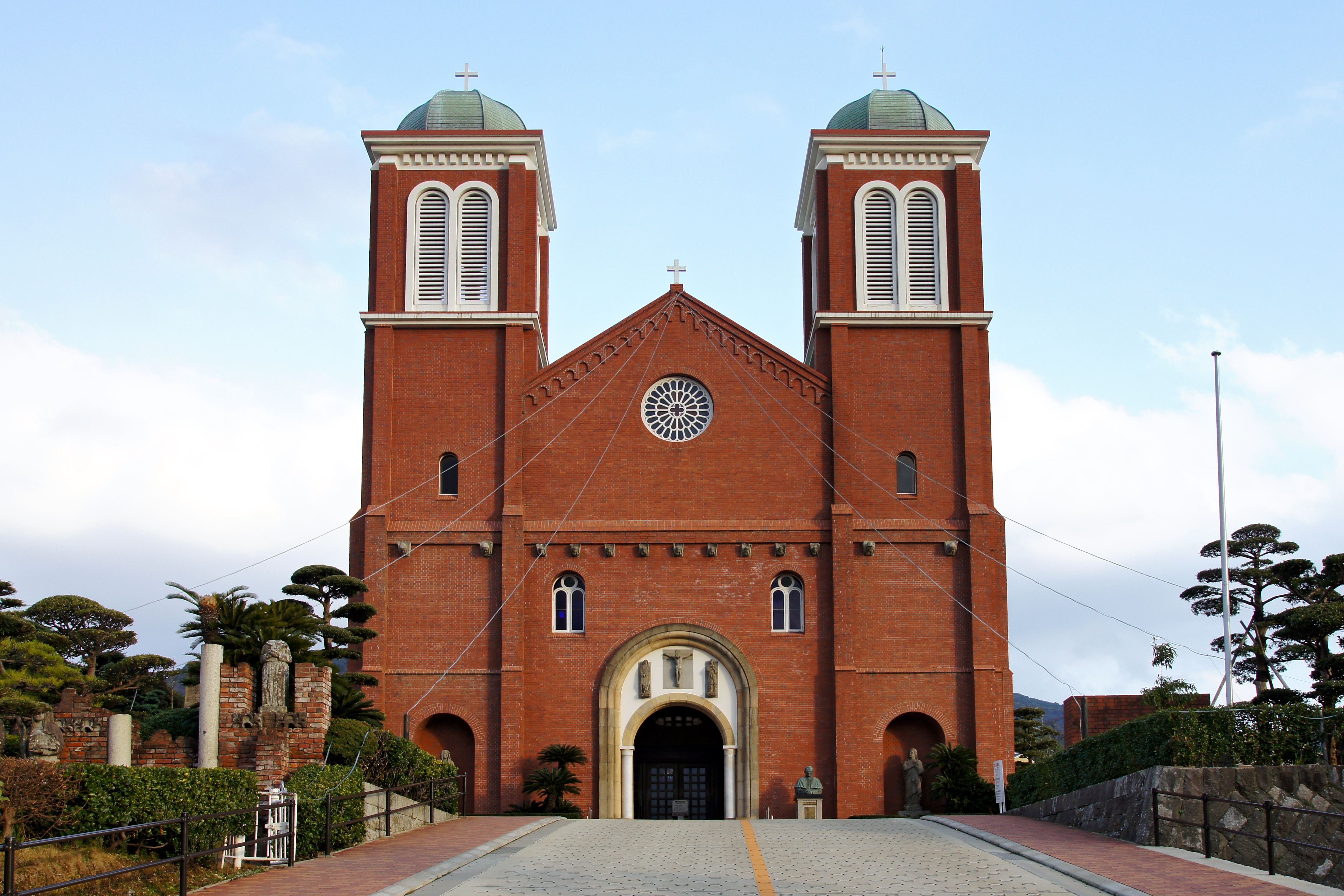
Собор Ураками в Нагасаки, отстроенный после атомной бомбардировки.

В 1859 году, после заключения Японией Ансэйских договоров, христианские миссионеры вновь получили право посещать страну как иностранные граждане. Однако запрет на исповедание христианства японцами не был снят. Так, в 1865 году в районе Оура города Нагасаки французская католическая миссия построила церковь, которой тайком ведало несколько подпольных христиан. Контакт с японскими верующими был восстановлен, однако местные власти обнаружили их и казнили. Репрессии против христиан продолжались ещё несколько лет после реставрации Мэйдзи в 1868 году, когда Япония вступила на путь модернизации и вестернизации. В 1868 и 1870 годах правительство провело показательные казни японских христиан в Нагасаки, что вызвало осуждение европейских государств и США. Только в 1873 году, под давлением извне, японские власти сняли запрет на христианство, позволив свободно проповедовать и исповедовать его.
В конце 19 века в Японии действовали Римско-католическая церковь, протестантский Союз христианских церквей Японии, англиканская церковь и Русская православная церковь. Почти все проповедники были выходцами из Европы и США. Под влиянием протестантских течений зародились местные сектантские организации, которые вобрали в себя элементы христианства.

## Католицизм в Японии
В стране действуют три архиепархии и 13 епархий Римско-католической церкви. До 2002 года южная часть острова Сахалина находилась в юрисдикции Апостольской префектуры Карафуто. Католический епископ Ежи Мазур носил титул епископа епархии святого Иосифа и префекта Карафуто. В 2002 году он был объявлен персоной нон грата в России. В связи с этим инцидентом Святой Престол переименовал апостольскую префектуру Карафуто в Южно-Сахалинскую апостольскую префектуру.

## Православие в Японии
Япо́нская Правосла́вная Це́рковь (яп. 日本ハリストス正教会, нихон харисутосу сэйкё: кай) — автономная Православная Церковь Японии, которая входит в состав Московского Патриархата. По состоянию на 31 декабря 2023 года, по данным Министерства культуры Японии, Японская православная церковь насчитывала 64 приходов (общин), 25 священнослужителей и 9 044 последователя (0,0073 % от всего населения Японии). Каноническая территория — Япония.
В Токио также действует греческая православная община Корейской митрополии Константинопольской православной церкви.
В декабре 2016 года наместник монастыря святого равноапостольного Николая Японского в г. Токио иеромонах Герасим (Шевцов) выступил с критикой Патриарха Московского и всея Руси Кирилла и духовенства Русской Православной церкви по поводу лояльного отношения к боевым искусствам.

## Протестантизм в Японии
Общее число протестантов оценивается от 910 тыс. до 1,177 млн (2010 год).
Крупнейшую конфессиональную группу среди японских протестантов составляют пятидесятники (257 тыс.). Объединённая церковь Христа в Японии насчитывает 196 тыс. прихожан, церковь «Дух Иисуса» — 125 тыс. В стране также действуют баптисты, англикане, лютеране, различные перфекционистские церкви и другие протестантские деноминации.

## Прочие христианские организации
Немало в Японии и верующих различных псевдохристианских религиозных организаций — по разным оценкам от 570 тыс. до 770 тыс. человек.
Свидетели Иеговы начали проповедническую деятельность в Японии в 1911 году. В 2012 году в стране действовали 3055 собраний этой организации, которые посещали 217 тыс. крещённых членов. Мормоны присутствуют в стране с 1901 года. В настоящий момент Церковь Иисуса Христа святых последних дней насчитывает в Японии 279 конгрегаций и 127 тыс. прихожан. Ещё одной крупной парахристианской организацией в стране является Церковь объединения. Другие западные организации (Дети Бога, сведенборгиане) весьма малочисленны.
Некоторая часть японских христиан, называемые сегодня в японской религиозной терминологии «какурэ-кириситан», не подчиняются определённой христианской церкви и используют в своей практике буддийско-христианский синкретизм. Какурэ-кириситан были в прошлом католиками и образовались в результате длительного отсутствия католических священнослужителей во время преследований христиан. После разрешения проповедовать европейским миссионерам в Японии с середины XIX века эта группа отказалась соединяться с Католической церковью, и, сохранив самостоятельность, до настоящего времени использует возникшую в их среде религиозную практику, соединяющую буддийские и христианские элементы. Данная группа проживает в основном на островах Гото и их численность составляет около 30 тысяч человек.

## Известные японские христиане
В ходе работы первых католических миссий в XVII веке, им удалось обратить в христианскую веру нескольких высокопоставленных людей, в том числе Дом Дзюсто Такаяма и Хосокава Грасиа. Среди первых казнённых христиан, двадцати шести мучеников Японии, наиболее известным является Павел Мики. Католики почитают его как одного из покровителей Японии.
В период Мэйдзи христиане считали наиболее выдающимися наставниками в вере следующих японцев:
- Утимура Кандзо  (яп. 内村鑑三 (Утимура Кандзо) (1861—1930), протестант, директор первой высшей школы. Он также был основателем Бесцерковного движения[англ.], одного из первых коренных японских христианских движений. Его автобиография Почему я стал христианином? (яп. 余は如何にして基督信徒となりし乎 ё ва ика ни ситэ Кирисуто синто то нариси ка), в которой уделено много внимания его обращению в христианство, оказала влияние на молодёжь того времени.
- Ниидзима, Джозеф Харди (Дзё Нидзима) (яп. 新島襄 Ниидзима Дзё) (1843—1890), протестант и основатель университета Досися.
- Инадзо Нитобэ (яп. 新渡戸稲造 Нитобэ Инадзо:) (1862—1933), протестант и основатель токийского женского христианского университета.
- Цуда Умэко (яп. 津田梅子) (1864—1929), протестантка и основательница Дзёси Эйгаку Дзюку (теперь Университет Цуда).

В XX веке два японца оказали большое влияние на протестантское богословие: Косукэ Кояма (яп. 小山晃佑 Кояма Ко:сукэ), которого считают одним из ведущих деятелей мирового христианства, и Кадзо Китамори (яп. 北森嘉蔵 Китамори Кадзо:), который написал Теологию божественной боли (яп. 神の痛みの神学 ками но итами но сингаку). Правозащитник и писатель Тоёхико Кагава (яп. 賀川豊彦 Кагава Тоёхико), который был номинирован на Нобелевскую премию мира и на Нобелевскую премию по литературе, также известен за пределами Японии.

### Известные самураи-христиане
- Кониси Юкинага — самурайский полководец
- Со Ёситоси — самурайский полководец
- Омура Сумитада — самурайский полководец
- Отомо Сорин — самурайский полководец

### Христианские премьер-министры

#### Католики
- Хара Такаси — глава 19-го правительства и 10-й премьер-министр.
- Сигэру Ёсида — глава 45, 48, 49, 50 и 51-го правительств и 32-й премьер-министр.
- Таро Асо — глава 92-го правительства и 59-й премьер-министр.

#### Протестанты
- Виконт Такахаси Корэкиё — глава 20-го правительства и 11-й премьер-министр.
- Тэцу Катаяма — глава 46-го правительства и 33-й премьер-министр.
- Итиро Хатояма — глава 52, 53 и 54-го правительств и 35-й премьер-министр.
- Масаёси Охира — глава 68 и 69-го правительств и 43-й премьер-министр.
- Юкио Хатояма — глава 93-го правительства и 60-й премьер-министр.
- Сигэру Исиба